# 15045 Волесдаймонд
15045 Волесдаймонд (15045 Walesdymond) — астероїд головного поясу, відкритий 10 грудня 1998 року.
Тіссеранів параметр щодо Юпітера — 3,331.